# 王苓华
王苓华（1961年—），回族，英文名Ling Wang，美国华人舞蹈家，中国电视连续剧《西游记》中杏仙的扮演者。
王苓华13岁时开始舞蹈表演，曾师从著名舞剧艺术家钟宛文、陈丽娟。毕业于上海歌剧舞剧院。在1980年代末拍摄完《西游记》之后移居加拿大，之后到美国加州旧金山湾区联合城从事中国古典民族舞蹈教学。
她在十六岁起，就在大型经典舞剧和舞蹈作品中担任女主角。 她是中国舞蹈家协会的会员，曾多次代表中国优秀艺术家进行国际文化交流。王苓华移居美国后，从事中国古典民族舞蹈的创作, 教学和表演. 由于她长期的教学与舞台表演经验的积累，科学而又严格的教学，培育出了一批优秀的青年舞者，她们中曾有参加了美国主流团体举办的舞蹈比赛而获大奖，同时也提高了学生们对中国古典民族舞蹈的特有艺术魅力和五千年文化璀璨的认知和兴趣，并带领学生们积极参加社区各种慈善表演活动，以此来传承推广卓越的中华文化及建立各族裔间认知和桥梁。

## 舞剧
- 《奔月》，饰嫦娥
- 《凤鸣岐山》，饰妲己和明玉
- 《半屏山》，饰石屏姑娘

## 电视剧
- 电视连续剧《西游记》（1986年），饰杏仙

据86版《西游记》导演杨洁回忆，拍摄该片时，寻到王苓华可以说是偶然，导演杨洁看上了上海歌舞团的一位女演员，由她来演杏仙，便派人到上海去和上海歌舞团联系。那时剧组在九华山拍摄，但那位演员正在上另外一部戏，剧组时间又紧，说要就要，不能等。于是，歌舞团的领导同志给杨洁推荐了另外一位演员，他们认为，这位演员比杨洁看中的那位还要适合演仙女，她就是王苓华。 
王苓华一到剧组里，杨洁导演发现她果然正如剧团所说的一样，有仙女一样的气质，加上她的现场发挥的舞蹈，果然是一位美丽的“妖仙”。
据《西游记》全程摄像师唐继全回忆：按照剧情需要，扮演杏花仙子的演员不但要会演戏，还要能歌善舞——因为剧中有不少杏花仙子且歌且舞的镜头，最好由演员自己完成。恰好，王苓华本来就是专业舞蹈演员，新近她又在热播的电影《鬼妹》中担任了女主角，看了她的戏后，杨洁导演很满意，便邀她来扮演杏花仙子这个角色。
- 电视连续剧《彩色问号》，1986-1987年由上海电视台拍摄,饰主角章海萍

## 电影
- 《鬼妹》（1985年），西安电影制片厂，饰主角小谢